# Lekarze przeciw Wojnie Nuklearnej
Lekarze przeciw Wojnie Nuklearnej, IPPNW (ang. International Physicians for the Prevention of Nuclear War) − międzynarodowe stowarzyszenie narodowych organizacji medycznych, których celem jest zapobieganie zagrożeniom związanym z wojną jądrową i dążenie do całkowitego zniesienia broni jądrowej. Ruch zapoczątkowali w roku 1980 dr Bernard Lown z Harvard School of Public Health i dr Jewgienij Czazow z Uniwersytetu Kardiologicznego ZSRR w związku z panującą w tym okresie zimną wojną. Wspólna korespondencja doprowadziła w grudniu 1980 do spotkania w Genewie sześciu amerykańskich i radzieckich lekarzy, na którym zdecydowano o powołaniu organizacji i ustalono jej cele.

## Członkowie
Organizacja zrzesza obecnie około 200 000 członków, głównie lekarzy, studentów medycyny i pracowników służby zdrowia. Ma swoje placówki w następujących państwach:
Argentyna, Australia, Austria, Bangladesz, Belgia, Białoruś, Chiny, Czechy, Dania, Egipt, Filipiny, Finlandia, Francja, Grecja, Gruzja, Gwatemala, Hiszpania, Holandia, Indie, Irlandia, Izrael, Japonia, Kanada, Kazachstan, Kenia, Kongo, Korea Południowa, Korea Północna, Kostaryka, Kuba, Malezja, Meksyk, Mongolia, Nepal, Niemcy, Nigeria, Nikaragua, Norwegia, Nowa Zelandia, Pakistan, Palestyna, Polska, Portugalia, Rosja, Rumunia, Salwador, Serbia, Sri Lanka, Szwajcaria, Szwecja, Turcja, Uganda, Ukraina, Urugwaj, USA, Węgry, Wielka Brytania, Włochy, Zambia.
Centralne biuro organizacji znajduje się w Bostonie, a biuro europejskie w Londynie. Polska sekcja IPPNW znajduje się w Poznaniu.

## Działania
Organizacja zajmuje się badaniami zagrożeń związanych z bronią jądrową, m.in. skutków wybuchów bomb w Hiroszimie i Nagasaki oraz edukacją w tym zakresie. Wyniki badań są publikowane w formie książek i oficjalnych raportów. Oprócz zapobieganiu zagrożeniom jądrowym, IPPNW angażuje się również w działania przeciw jakimkolwiek konfliktom zbrojnym, rozprzestrzenianiu broni ręcznej, stosowaniu min lądowych.
Od 1981 roku odbywają się światowe kongresy organizacji. We wrześniu 2006 w Helsinkach odbył się siedemnasty taki kongres.
Za swoją działalność IPPNW zostało uhonorowane Nagrodę UNESCO za Wychowanie dla Pokoju w 1984 oraz Pokojową Nagrodą Nobla w 1985.